# Matias Cardoso
Pour les articles homonymes, voir Cardoso.
Matias Cardoso est une ville brésilienne du nord de l'État du Minas Gerais. Sa population était estimée à 11 037 habitants en 2009. La municipalité s'étend sur 1 938 km².

## Maires
| Période | Période | Identité                | Étiquette | Qualité |
| ------- | ------- | ----------------------- | --------- | ------- |
| 2009    | 2012    | João Cordoval de Barros | PT        |         |